# Fuck Tomorrow
Fuck Tomorrow è il primo estratto dell'album Pezzi del produttore italiano Night Skinny, pubblicato per Thaurus e EdenGarden.

## Descrizione
Il brano vede la partecipazione del rapper italiano Rkomi. Night Skinny, curatore dell'aspetto musicale della canzone, ha missato con campionamento del rapper statunitense Nas.

## Video musicale
Il brano è stato reso disponibile assieme ad un correlato video su YouTube, girato in Slovenia da Edoardo Bolli e Antonio Ragni.

## Tracce
1. Fuck Tomorrow (feat. Rkomi) – 3:20